# Hội Quân nhân Mỹ gốc Việt

Biểu trưng Hội Quân nhân Mỹ gốc Việt

Hội Quân nhân Mỹ gốc Việt (viết tắt: VAAFA) là hiệp hội quân sự chuyên nghiệp phi lợi nhuận, phi đảng phái. Đây là hiệp hội quân sự đầu tiên dành cho quân nhân người Mỹ gốc Việt tại Hoa Kỳ, tập trung vào việc sắp đặt chỗ ở cho thương binh và giao lưu giữa các cựu chiến binh với nhau.
Tên ban đầu của tổ chức này gọi là Hội Quân nhân người Mỹ gốc Việt, về sau mới đổi thành tên gọi hiện tại vào ngày 1 tháng 10 năm 2014. Tính đến tháng 5 năm 2018, hiệp hội có hơn 1.200 thành viên. 
Thành viên VAAFA phần lớn đều là quân nhân tại ngũ, lính dự bị, vệ binh quốc gia và cựu chiến binh lực lượng vũ trang Mỹ; sĩ quan và hạ sĩ quan từ năm nhánh của quân đội Mỹ; Lục quân Hoa Kỳ, Thủy quân lục chiến Hoa Kỳ, Hải quân Hoa Kỳ, Không quân Hoa Kỳ và Cảnh sát biển Hoa Kỳ cùng hai lực lượng phi chiến đấu là Đoàn Ủy nhiệm Cơ quan Quản lý Khí quyển và Đại dương Quốc gia (NOAAC) và Đoàn Ủy nhiệm Y tế Công cộng Hoa Kỳ (PHSCC).